# NGC 506
NGC 506 je hvězda v souhvězdí Ryb. Na základě pozorování Lawrence Parsonse ze 7. listopadu 1874 ji John Dreyer zařadil do katalogu NGC jako mlhovinu. 